# Affaire des bébés du Kerry
L'Affaire des bébés du Kerry est une enquête menée par la Garda Síochána en 1984 dans le comté de Kerry, en Irlande, sur le meurtre d'un nouveau-né et le meurtre présumé d'un autre bébé. La femme qui a dissimulé la naissance du second bébé, Joanne Hayes, a été arrêtée et accusée du meurtre du premier bébé, duquel on a pensé à tort qu'elle était la mère. Les Gardaí sont forcés de lever les charges quatre ans plus tard, et un tribunal d'enquête (le « Kerry Babies Tribunal ») est mis en place. Son rapport critique la façon dont la Garda a mené l'enquête et conclut que Hayes a provoqué la mort de son bébé. Mais Hayes contestant cette affirmation, aucune charge n'a été retenue. Les parents et le meurtrier du premier bébé n'ont jamais été identifiés. En 2020, l'État irlandais s'excuse officiellement après 36 ans auprès de Joanne Hayes de l'avoir accusée à tort du meurtre et pour « l'effroyable souffrance et la détresse qu'elle a subies ».

## Événements
Le 14 avril 1984, un nouveau-né est trouvé mort de 28 coups de couteau sur la plage « White Strand » à Cahersiveen, dans le comté de Kerry. Joanne Hayes, une femme originaire d'Abbeydorney, à environ 80 kilomètres de là, que l'on savait avoir été enceinte, est arrêtée. Elle et sa famille confessent le meurtre du bébé, puis retirent leur aveu et à la place, avouent que le bébé de Hayes est né dans la ferme familiale, mais qu'il est mort peu après sa naissance et qu'il a été enveloppé dans un sac en plastique et enterré à la ferme en secret. Les tests ont montré que le bébé trouvé à la ferme a le même groupe sanguin, O, que son père (marié), Jeremiah Locke et Hayes. En revanche, le bébé trouvé sur la plage est du groupe sanguin A,. Les Gardaí ont quand même insisté et affirmé que Hayes était tombée enceinte simultanément de deux hommes différents (ce qu'on appelle la superfécondation) et avait donné naissance aux deux enfants, tuant celui trouvé sur la plage. Une autre théorie met en avant le fait que le groupe sanguin du bébé aurait changé à cause de la décomposition.
Hayes est accusée de meurtre, mais les charges sont retirées par un juge et le Kerry Babies Tribunal, dirigé par le juge Kevin Lynch, est mis en place pour enquêter sur le comportement des Gardaí dans l'affaire. Le juge Lynch découvre que Joanne Hayes a tué le bébé trouvé à la ferme en l'étranglant jusqu'à ce qu'il arrête de pleurer, bien que le médecin légiste Dr John Harbison soit incapable de déterminer la cause de la mort. Le juge Lynch rejette les allégations de la famille Hayes, selon lesquelles ils auraient été brutalisés par les Gardaí, ou que les confessions auraient été obtenues sous la contrainte. Joanne Hayes affirme également que les Gardaí l'ont frappée, menacée et forcée à faire une fausse confession. D'autres membres de sa famille soutiennent que les Gardaí les ont harcelé et intimidé physiquement pour obtenir de fausses confessions. Gene Kerrigan commente en 2006, « De l'avis de certains, le rapport n'explique jamais de façon convaincante comment des gens qui étaient entièrement innocents de toute implication dans le meurtre au couteau d'un bébé font une confession très détaillée qui correspond à ce qu'on sait du bébé trouvé sur la plage ». Il est intéressant de noter que le psychiatre de l'affaire a admis sous serment que la définition de sociopathe qu'il avait utilisée pour décrire Joanne Hayes dans son témoignage pouvait être utilisée pour décrire « à peu près la moitié de la population du pays ».

## Répercussions
L'affaire a soulevé d'importantes questions sur les mentalités dans la Garda Síochána et la façon dont étaient traitées les mères célibataires dans la société irlandaise. Le livre de la journaliste Nell McCafferty, à propos de l'affaire, est intitulé A Woman to Blame. Joanne Hayes a co-écrit un livre sur ces événements avec John Barrett, intitulé My Story. Quatre guardaì assignés à l'affaire ont engagé des poursuites judiciaires contre les deux auteurs, la maison d'édition et les magasins qui ont vendu le livre. Grâce à un arrangement à l'amiable, ils ont reçu un total de 127000€,.
À la suite de l'affaire, la brigade criminelle a été démantelée et les quatre guardaì ont été assignés à des tâches administratives, ce qui peut être considéré comme une rétrogradation. En 2004, Joanne Hayes propose d'être soumise à un test ADN pour établir qu'elle n'est pas la mère du bébé trouvé sur la plage. Cependant, l'un des officiers sur l'affaire, Gerry O'Carroll, souhaite également qu'un test soit fait, puisqu'il pense que les tests prouveront que la théorie de la superfécondation était correcte.
Les parents et le meurtrier du bébé sur la plage, plus tard nommé « Baby John », n'ont jamais été identifiés. La tombe a été vandalisée à maintes reprises, mais aucun suspect n'a non plus été identifié.

## Examen de cas
Un examen des preuves ADN par la Garda, annoncé le 16 janvier 2018, a confirmé que Joanne Hayes n'était pas la mère de l'enfant trouvé à White Strand. Les médias nationaux irlandais ont rapporté que le « Garda Commissioner » intérimaire, Dónall Ó Cualáin, avait présenté des excuses orales et écrites à Joanne Hayes. Le Ministre de la Justice, Charles Flanagan et le Taoiseach, Leo Varadkar ont ensuite également présenté leur excuses.
Une nouvelle enquête sur les circonstances de la mort de Baby John a été ouverte,. En septembre 2018, il a été rapporté que la Gardaì examinait des éléments de l'enquête initiale et demandait des renseignements au porte à porte sur l'île de Valentina (l'île en face de la plage sur laquelle Baby John a été découvert), « dans le cadre de l'enquête générale ».

## Dans les médias
En 2016, l'affaire des bébés du Kerry fait l'objet d'un film intitulé Out of Innocence, avec Fiona Shaw et Alun Armstrong, et distribué par Mbur Indie Film Distribution.

### Sources
- Tribunal of Inquiry into the "Kerry Babies" Case, Report, vol. Pl.3514, Dublin, Stationery Office, coll. « Official publications », octobre 1985 (lire en ligne)
- Joanne Hayes, My Story, Brandon Books, 1985 (ISBN 9780863220807)
- Tom Inglis, Truth, power and lies: Irish society and the case of the Kerry babies, University College Dublin Press, 2003 (ISBN 9781904558026)
- Nell McCafferty, A Woman to Blame: The Kerry Babies Case, Cork, Attic Press, 2010 (1re éd. 1985) (ISBN 9781855942134)

### Citations
1. ↑  Kerry Babies: 'Suffering finally behind us' says Hayes RTÉ News, 2020-12-18.
2. ↑  Wilson, Robert Anton 1932-2007., Cosmic trigger. Volume II, Down to earth, Scottsdale, AZ, U.S.A., New Falcon Publications, 1996, (Rev. 2nd ed.) éd. (ISBN 1561840114, OCLC 36814502)
3. ↑  « Grim discovery one of three in seven years », Kerryman.ie (consulté le 6 février 2013)
4. ↑  « Kerry babies recap », The Journal (consulté le 17 janvier 2018)
5. 1 2  Barry Roche, « 'Kerry babies' case to be reviewed based on new evidence », Irish Times,‎ 16 janvier 2018 (lire en ligne, consulté le 16 janvier 2018)
6. 1 2  Gene Kerrigan and Pat Brennan (1999). This Great Little Nation. Gill & Macmillan, pp. 177-178.  (ISBN 0-7171-2937-3).
7. ↑  (en) Thursday, January 18 et 2018-12:00 Am, « Kerry Babies: Tribunal report was controversial, divisive, and raised more questions than answers », sur www.irishexaminer.com, 18 janvier 2018 (consulté le 15 août 2019)
8. ↑  Moira J Maguire, « The changing face of Catholic Ireland: Conservatism and liberalism in the Ann Lovett and Kerry Babies scandals », University of Maryland, College Park, vol. 27, no 2,‎ été 2001, p. 335–358 (DOI 10.2307/3178762, JSTOR 3178762, lire en ligne, consulté le 15 février 2013) :« The day after the charges were dropped, the Hayes family lodged complaints against gardai involved in the investigation. Joanne Hayes claimed that gardai slapped, threatened, and coerced her into making a false confession in the murder of the Cahirciveen baby. Others alleged that gardai used harassment and physical intimidation to elicit confessions »
9. ↑  Gene Kerrigan, « A cruel new take on Kerry babies », Sunday Independent,‎ 4 juin 2006 (lire en ligne, consulté le 15 février 2013)
10. ↑  Inglis 2003 p.179
11. ↑  "Detective calls for DNA analysis to settle Kerry Babies case". Sunday Independent, 28 November 1999.
12. ↑  "Senior officer was linked to all tribunals into garda behaviour" « Irish Examiner »(Archive.org • Wikiwix • Archive.is • Google • Que faire ?), 10 mars 2007. Irish Examiner, 3 June 2005.
13. ↑  « Fresh hope for solving thirty year old mystery of Kerry Babies », Evoke.ie,‎ 14 décembre 2015 (lire en ligne [archive du 2 février 2016], consulté le 20 janvier 2016)
14. ↑  Majella O'Sullivan, « Gardaí apologise to Joanne Hayes for 'stress and pain' of Kerry Babies investigation », Irish Independent,‎ 16 janvier 2018 (lire en ligne, consulté le 16 janvier 2018)
15. ↑  Fiachra O'Cionnaith, « Kerry Babies: Taoiseach apologises to Joanne Hayes and is open to discussing compensation with her », Irish Examiner,‎ 17 janvier 2018 (lire en ligne, consulté le 17 janvier 2018)
16. ↑  Majella O'Sullivan, « Gardaí to seek DNA samples from locals in hunt for Kerry baby killer », Irish Independent,‎ 17 janvier 2018 (lire en ligne, consulté le 17 janvier 2018)
17. ↑  Barry Roche, « Murder inquiry launched into death of 'Baby John' in Kerry in 1984 », Irish Times,‎ 17 janvier 2018 (lire en ligne, consulté le 17 janvier 2018)
18. ↑  Anne Lucey, « Kerry Babies: gardaí start house-to-house enquiries on Valentia », sur Irish Times, 24 septembre 2018 (consulté le 24 septembre 2018)
19. ↑  « Out of Innocence (2016) » (présentation de l'œuvre), sur l'Internet Movie Database
20. ↑  « Mbur Indie Film Distribution » (consulté le 8 septembre 2020)